# Російська народна добровольча армія
Російська народна добровольча армія ("РНДА", "Балахівці") – армія під командуванням Станіслава Булак-Балаховича що діяла осінню 1920 року на території Білорусі. Воювала проти Червоної армії спільно з польськими військами. Після заняття Мозиря носила назву "Союзна народна добровольча армія". У листопаді 1920 року було проведено невдалий самостійний похід на Полісся, після чого армія відступила на територію Польщі, де була інтернована та розформована.

## Передумови і створення
2 жовтня 1920 року в Ризі було підписано радянсько-польський мир та попередні мирні умови, що розділили територію Білорусі на дві частини: Західну Білорусь що перейшла Польщі та невелику БРСР в складі СРСР, що складалася з шести повітів колишньої Мінської губернії.
Станіслав Булак-Балахович твердо стояв на продовженні боротьби проти більшовизму. За підтримки Глави Польської держави Юзефа Пілсудського. 27 липня голова Російського політичного комітету Борис Савінков, уклав угоду з Булак-Балаховичем про спільний наступ російських (сформованих переважно з військовополонених) та білоруських військових частин углиб Білорусі та Росії для підняття масового селянського повстання проти більшовиків. Щоб залучити єврейське населення до цієї акції, було створено окремий «єврейський ескадрон» на чолі з лейтенантом Цейтліном. Командувачем був призначений Булак-Балахович. 12 жовтня 1920 року він уклав угоду з Павлом Алексюком з Білоруського політичного комітету у Варшаві (який дотримувався пропольських позицій) про передачу цивільної влади в Білорусі Алексюку та його комітету.

## Бойові дії
У районі Мікашевичі–Турів на початку листопада зібралася армія, підпорядкована генералу Булак-Балаховичу. Її чисельність становила 20 000 осіб. Армія складалася з 3 піхотних та 1 кавалерійської дивізій, селянської піхотної бригади, окремого «тубільного» кавалерійського полку, Донського козачого полку та інших. Завдяки спрощеному набору, до складу армії Балаховича входили як його колишні солдати, так і добровольці, які не мали бойового досвіду. Там були полонені солдати Червоної Армії, і навіть люди, розбещені війною, і кримінальні елементи, які жили за рахунок війни та грабували населення. Випадки насильства та вбивств змусили генерала перед походом у Східне Полісся видати наказ про те, що командирів, солдати яких вчиняли погроми та грабунки, буде усунено від командування, притягнуто до трибуналу та суджено «за законами війни». «А тих, кого спіймають на гарячому, як солдатів, так і офіцерів, розстрілюють на місці. Більше не повинно бути погромів, і їм більше не буде місця».
С. Булак-Балахович дав дозвіл єврейському населенню міст і містечок створювати збройні загони самооборони для захисту від погромів.
6 листопада 1920 р. З Турова армія Балаховича наступає на схід по обидва боки Прип'яті. Головний удар Народної Армії припав на 10-ту стрілецьку дивізію 16-ї Радянської армії, яка зазнала значних втрат і була змушена відступити. 8 листопада війська Булак-Балаковича зайняли Петриків, а 9 листопада — місто Скриганів. Після важкого бою Псковський полк 1-ї дивізії «Смерті» під командуванням полковника Матвєєва 10 листопада о 16:40 зайняв Мозир. Через дві години кавалерійська дивізія полковника Павловського увійшла до Мозиря. Павловський сформував Мозирський полк з полонених. Того ж дня, 10 листопада, Остравський полк 1-ї дивізії Балаховича зайняв Калинковичі.
Комендант Мозиря генерал-майор Ярославцев негайно віддав наказ вивісити на будівлях міста біло-червоно-білі білоруські прапори.

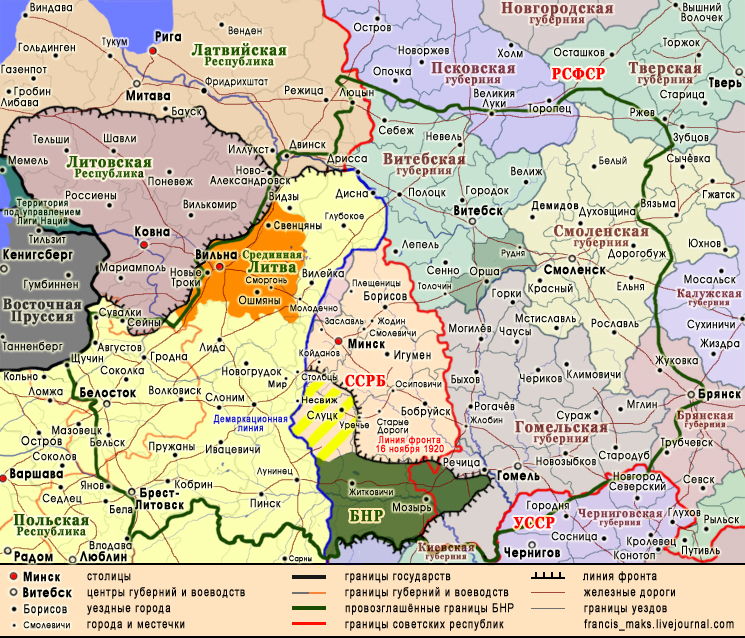
Територія Білорусі у листопаді 1920 року, темно-зелений колір позначає територію «Білоруської держави», яка контролювалася армією Булак-Балаховича

14 листопада Станіслав Булак-Балахович видав наказ про формування білоруської армії з білорусів та уродженців Білорусі. Він оголосив себе головнокомандувачем усіх збройних сил на території Білорусі. Булак-Балакович передав командування Російською народною армією своєму братові Йосипу, надавши йому звання генерал-майора. Кваліфікаційна комісія підтвердила цю нагороду. Але насправді С. Булак-Балакович все ще командував усією Союзною (як її тоді називали) Народною Добровольчою Армією.
Армія Балаховича продовжувала наступ. 2-га піхотна дивізія та група Йосипа Балаховича, який раніше обіймав посаду заступника головнокомандувача, наступали на Речицю, тоді як друга частина армій просувалася на Овруч та Чорнобиль. 16 листопада війська Станіслава підійшли до Речиці з трьох боків і розпочали бої на її околицях.

### Відступ
Командування Червоної Армії кинуло на фронт нові сили, які через тиждень вже мали чисельну перевагу. З боку Жлобина 16 листопада розпочався контрнаступ 16-ї армії Західного фронту. Загальний план полягав у тому, щоб оточити армію Балаховича та знищити її. Вже 17 листопада частини 16-ї армії з боями зайняли Калинковичі. Уникнувши оточення, С. Булак-Балахович зупинив подальше просування вглиб Полісся. 19 листопада розпочалися загальні відступи. 2-га піхотна дивізія Балахеца вперто обороняла Мозир, але 20 листопада її також захопили більшовики.
Основному угрупованню армії Балаховича вдалося прорвати загородження 33-ї радянської Кубанської козачої дивізії в районі Каплича - Якимовичі (30-40 км на північ від Мозиря) лісовими дорогами, через річки та в болота, а 24 листопада форсувати річку Птич. Сам генерал був поранений у бою, але не залишив командування. 26 листопада його війська просунулися через Житкавичі до залізничної станції Сінькевич у районі, де розміщувалися польські війська. І хоча план командування Червоної Армії щодо знищення військових сил Булак-Балаховича провалився, цю армію роззброїли польські війська.

## Склад армії
- 1-а піхотна дивізія смерті (полк. Л. Т. Матвєєв) - близько 4000 осіб, у тому числі 2600 багнетів і шабель
  - Зведено-Партизанський полк (кап. Войцехівський)
  - Псковський піхотний полк (кап. Андрєєв)
  - Островський піхотний полк (підполк. Т. І. Жгун)
  - Вознесенський піхотний полк (полк. Васильєв)
  - Дивізіон кінної артилерії
  - Інженерний батальйон
- 2-а піхотна дивізія (полк. Л. І. Мікоша) - близько 4800 чоловік, у тому числі 3200 багнетів і шабель)
  - Георгіївський піхотний полк (підполк. Талат-Келпш)
  - Мінський піхотний полк (полк. Стрижевський)
  - Смоленський піхотний полк
  - Вітебський піхотний полк (полк. Ердман)
  - Дві артилерійські батареї
  - Інженерна рота
- 3-я піхотна Волзька дивізія (ген.-майор М. В. Ярославцев ) - 2200 осіб, у тому числі 1500 багнетів
  - Ярославський піхотний полк
  - Казанський піхотний полк
  - Нижегородський піхотний полк
  - Самарський піхотний полк
  - Артилерійська батарея
- Кавалерійська дивізія (полк. С. Е. Павловський) - близько 1100 осіб, у тому числі 400 багнетів і 700 шабель
  - Кінний полк
  - Тульський драгунський полк
  - Уланський полк
  - Гусарський полк (ротм. Суйковський)
- Селянська бригада (отаман Іскра - І. А. Лохвицький) - 1200 багнетів і шабель
  - Київський піхотний полк
  - Новгородсько-Володимиро-Волинський піхотний полк
  - Путивльський кінно-стрілецький полк
  - Сотня Меркулова
- Окремі частини:
  - Донський козачий полк (полк. Г. Духопельников) - 1200 шабель
  - Тубільний кінний полк (полк. Мадатиян) - 100 багнетів і 30 шабель
  - Особиста сотня генерала Булак-Балаховича - 120 шабель
  - Залізничний полк
  - Бронепоїзд «Балахівець»